# Дашкевич, Пётр Васильевич
Пётр Васи́льевич Дашке́вич (7 октября 1888, Петергоф — 1938) — русский революционер, советский военный и государственный деятель.

## Биография
Был старшим сыном Василия Ефимовича Дашкевича. Окончил гимназию им. императора Александра II с серебряной медалью. Окончил философский факультет Санкт-Петербургского Императорского университета.

### 1910—1917
В 1910 году вступил в РСДРП. Сотрудничал с газетами «Звезда» и «Правда». Во время Первой мировой войны был подпоручиком, вёл революционную работу среди солдат. Жил в Петергофе в доме Редичкина.
После Февральской революции 1917 один из руководителей Военной организации при Петербургском комитете и ЦК РСДРП(б). Договорился с занявшими дом Ксешинской солдатами (март 1917) о передачи части здания Петроградскому комитету РСДРП(б). В июле 1917 года был арестован Временным правительством. Оно угрожало его смертной казнью. Во время Октябрьского вооружённого восстания был членом Петроградского ВРК, участвовал во взятии Зимнего дворца.

### После Октябрьской революции
Был членом Реввоенсовета 9-й армии, комиссаром по военным делам Украины. Член ВЦИК 1-го и 3-го созывов. В 1918 году председатель Петергофского городского совета. В 1920-е занимал в Петергофе высокие хозяйственные и партийные посты. В дальнейшем работал в банке Латвии. Был представителем Госбанка СССР в Англии. Работал в Леноблплане. Был директором писчебумажной фабрики имени Володарского. 15 ноября 1937 года был арестован как враг народа. В 1938 году по расстрельному списку, подписанному 12 сентября Сталиным, Молотовым и Ждановым, был расстрелян. Посмертно реабилитирован.

## Память
15 мая 1965 года в Петродворце участку Прогонной улицы от бульвара Ленина до Озерковой улицы было присвоено его имя.